# モンゴメリー郡 (カンザス州)
座標: 北緯37度12分 西経95度44分 / 北緯37.200度 西経95.733度
モンゴメリー郡（英: Montgomery County 標準略語：MG）は、アメリカ合衆国カンザス州の南東部に位置する郡である。2010年国勢調査での人口は35,471人であり、2000年の36,252人から2.2%減少した。郡庁所在地はインディペンデンス市（人口9,483人）であり、同郡で人口最大の都市はコフィービル市（人口10,295人）である。モンゴメリー郡は、その全体でコフィービル小都市圏を構成している。

## 歴史
モンゴメリー郡は1867年2月26日に設立された。郡名はアメリカ独立戦争の将軍で、カナダの2つの砦とモントリオール市を陥とした後、ケベック市を攻撃していた1775年に戦死したリチャード・モントゴメリーに因んで名付けられた。
カンザスが1861年に州に昇格したとき、1825年に設立されていたオーセージ族インディアン居留地が郡の南側境界に近い広大な土地を占めていた。南北戦争終戦後、オーセージ族の土地はカンザス州東部では良い土地の最大かつ最後の居留地として、開拓者から望まれる土地になっていた。1866年初期、オーセージ族は居留地東縁と北縁の土地を割譲させられた。この時の条約で現在のモンゴメリー郡東部の土地が譲渡された。
オーセージ族は短期間バーディグリス川を境界として保とうとした。バーディグリス川モンゴメリー郡の中央を北から南に流れている。エルク川がバーディグリス川に合流する地点が郡の地理的重心のやや北西にある。1867年フランクとフレッドのバンカー兄弟がバーディグリス川西岸、合流点の南に牛の原始的な集積地を設立した。
しかし、1869年初期、開拓者がバーディグリス川を渡り始め、インディアンは当初抗議したが、開拓者の数が多すぎて無益だった。モンゴメリー郡は1869年に測量を行って組織を作り、6月3日には州知事が郡政委員を指名した。

## 法と政府
モンゴメリー郡はアルコールを禁じる、すなわち「ドライ」の郡だったが、1986年にカンザス州憲法が修正され、住民は1998年の投票で個人が嗜むアルコール飲料の販売を承認した。食料販売量制限は付かなかった。

## 地理
アメリカ合衆国国勢調査局に拠れば、郡域全面積は651.482平方マイル (1,687.33 km2)であり、このうち陸地は643.528平方マイル (1,666.73 km2)、水域は7.954平方マイル (20.60 km2)で水域率は1.22%である。州内の最低標高地点が、郡内チェロキー郡区、バーディグリス川にある。コフィービル市の南東にあり、ここから州を出てオクラホマ州に流れ込む。
水域エルクシティ湖、エルク川、ハバナ湖、リバティ湖、ステート湖、バーディグリス川
州立公園エルクシティ州立公園、モンゴメリー郡州立公園

### 隣接する郡
- ウィルソン郡 - 北
- ネオショ郡 - 北東
- ラベット郡 - 東
- ノワタ郡 (オクラホマ州) - 南東
- ワシントン郡 (オクラホマ州) - 南
- シャトークア郡 - 西
- エルク郡 - 北西

## 交通

### 主要高規格道路
- アメリカ国道75号線
- アメリカ国道160号線
- アメリカ国道166号線
- アメリカ国道169号線
- アメリカ国道400号線

### 空港
- コフィービル市民空港
- インディペンデンス市民空港

## 人口動態

2000人口ピラミッド

以下は2000年国勢調査による人口統計データである。
| 基礎データ - 人口: 36,252人 - 世帯数: 14,903 世帯 - 家族数: 9,955 家族 - 人口密度: 22人/km2（56人/mi2） - 住居数: 17,207軒 - 住居密度: 10軒/km2（27軒/mi2） 人種別人口構成 - 白人: 85.77% - アフリカン・アメリカン: 6.07% - ネイティブ・アメリカン: 3.19% - アジア人: 0.47% - 太平洋諸島系: 0.02% - その他の人種: 1.13% - 混血: 3.34% - ヒスパニック・ラテン系: 3.08% 年齢別人口構成 - 18歳未満: 25.0% - 18-24歳: 8.6% - 25-44歳: 24.7% - 45-64歳: 23.3% - 65歳以上: 18.39% - 年齢の中央値: 39歳 - 性比（女性100人あたり男性の人口） - 総人口: 93.2 - 18歳以上: 88.6 | 世帯と家族（対世帯数） - 18歳未満の子供がいる: 29.8% - 結婚・同居している夫婦: 53.0% - 未婚・離婚・死別女性が世帯主: 10.1% - 非家族世帯: 33.2% - 単身世帯: 29.7% - 65歳以上の老人1人暮らし: 14.72% - 平均構成人数 - 世帯: 2.37人 - 家族: 2.93人 収入と家計 - 収入の中央値 - 世帯: 30,997米ドル - 家族: 38,516米ドル - 性別 - 男性: 29,745米ドル - 女性: 20,179米ドル - 人口1人あたり収入: 16,421米ドル - 貧困線以下 - 対人口: 12.6% - 対家族数: 9.2% - 18歳未満: 16.8% - 65歳以上: 10.9% |

## 都市と町

### 法人化された都市
都市名の後の数字は2010年国勢調査での人口を示す。
- コフィービル, 10,295
- インディペンデンス, 9,483 - 郡庁所在地
- チェリーベイル, 2,367
- ケイニー, 2,203
- ディアリング, 431
- エルクシティ, 325
- タイロ, 220
- リバティ, 123
- ハバナ, 104

### その他の町
- エビアン
- ブレイク
- ボルトン
- コービン
- ジェファーソン
- ルハント
- シカモア
- ビデッタスパー
- ウェイサイド

## 郡区
モンゴメリー郡は12の郡区に分けられている。ケイニー市、チェリーベイル市、コフィービル市とインディペンデンス市は「政治的に独立」（英: governmentally independent) と見なされ、下記郡区の数字からは外されている。下表で「人口中心」は最大都市であり、特に大きな数字でなければ、郡区の人口に含まれるものである。
| 郡区 | FIPSコード | 人口中心 | 人口  | 人口密度 /km2 (/sq mi) | 陸地面積 km2 (sq mi) | 水域 km2 (sq mi) | 水域率(%) | 座標                                                              |
| --- | ---------- | -------- | ----- | ---------------------- | -------------------- | ---------------- | --------- | ----------------------------------------------------------------- |
| ケイニー (Caney)                                                                                        | 10400      |          | 1,244 | 7 (18)                 | 176 (68)             | 1 (0)            | 0.30%     | 北緯37度3分44秒 西経95度54分12秒 / 北緯37.06222度 西経95.90333度  |
| チェロキー (Cherokee)                                                                                   | 12850      |          | 541   | 5 (14)                 | 100 (39)             | 0 (0)            | 0 %       | 北緯37度3分40秒 西経95度34分50秒 / 北緯37.06111度 西経95.58056度  |
| チェリー (Cherry)                                                                                       | 12875      |          | 517   | 5 (13)                 | 103 (40)             | 0 (0)            | 0.10%     | 北緯37度19分12秒 西経95度33分57秒 / 北緯37.32000度 西経95.56583度 |
| ドラムクリーク (Drum Creek)                                                                             | 18700      |          | 537   | 6 (15)                 | 92 (35)              | 0 (0)            | 0.15%     | 北緯37度13分31秒 西経95度36分17秒 / 北緯37.22528度 西経95.60472度 |
| フォーンクリーク (Fawn Creek)                                                                           | 23325      |          | 2,036 | 11 (30)                | 179 (69)             | 0 (0)            | 0.06%     | 北緯37度3分22秒 西経95度44分7秒 / 北緯37.05611度 西経95.73528度   |
| インディペンデンス (Independence)                                                                       | 33900      |          | 2,342 | 14 (37)                | 163 (63)             | 5 (2)            | 2.85%     | 北緯37度11分22秒 西経95度44分31秒 / 北緯37.18944度 西経95.74194度 |
| リバティ (Liberty)                                                                                      | 40275      |          | 473   | 4 (11)                 | 113 (44)             | 0 (0)            | 0.19%     | 北緯37度9分32秒 西経95度35分59秒 / 北緯37.15889度 西経95.59972度  |
| ルイスバーグ (Louisburg)                                                                                | 42900      |          | 629   | 3 (9)                  | 185 (71)             | 1 (1)            | 0.75%     | 北緯37度18分25秒 西経95度53分56秒 / 北緯37.30694度 西経95.89889度 |
| パーカー (Parker)                                                                                       | 54525      |          | 1,212 | 18 (47)                | 66 (26)              | 0 (0)            | 0.37%     | 北緯37度3分19秒 西経95度37分55秒 / 北緯37.05528度 西経95.63194度  |
| ラトランド (Rutland)                                                                                    | 61925      |          | 302   | 2 (4)                  | 185 (71)             | 2 (1)            | 0.86%     | 北緯37度11分25秒 西経95度52分59秒 / 北緯37.19028度 西経95.88306度 |
| シカモア (Sycamore)                                                                                     | 69750      |          | 835   | 5 (13)                 | 169 (65)             | 7 (3)            | 3.86%     | 北緯37度18分28秒 西経95度44分53秒 / 北緯37.30778度 西経95.74806度 |
| ウェストチェリー (West Cherry)                                                                          | 76825      |          | 239   | 2 (6)                  | 102 (39)             | 0 (0)            | 0.05%     | 北緯37度18分29秒 西経95度38分54秒 / 北緯37.30806度 西経95.64833度 |
| Sources: “Census 2000 U.S. Gazetteer Files”. U.S. Census Bureau, Geography Division. 2012年4月1日閲覧。 |            |          |       |                        |                      |                  |           |                                                                   |

## 教育

### 統一教育学区
- ケイニーバレー USD 436
- チェリーベイル USD 447
- コフィービル USD 445
- インディペンデンス USD 446

### カレッジ
- コフィービル・コミュニティカレッジ (Web site)
- インディペンデンス・コミュニティカレッジ (Web site)